# Oberlandesgericht Freiburg
Das Oberlandesgericht Freiburg war vom 12. März 1946 bis Mai 1952 das höchste Gericht der ordentlichen Gerichtsbarkeit des Landes Baden in der französischen Besatzungszone mit Sitz in Freiburg im Breisgau.

## Geschichte
Nachdem die deutsche Justizverwaltung in der französisch besetzten Zone Badens 1945 eingerichtet war und die ordentlichen Gerichte wieder arbeiteten (siehe: Gerichte in Baden (Südbaden)), wurde zum 12. März 1946 in Freiburg als oberstes Gericht ein Oberlandesgericht errichtet, das per 1. April 1946 seine Geschäfte aufnahm. Die Eröffnungszeremonie fand am 12. März im Schwurgerichtssaal des Landgerichts statt.
Da es kein übergeordnetes deutsches Gericht gab, waren die Entscheidungen des Oberlandesgerichts vor deutschen Gerichten nicht anfechtbar. Das Gericht bestand zunächst aus je einem Zivil- und Strafsenat mit jeweils einem Vorsitzenden und zwei Beisitzern, der Geschäftsstelle und dem Generalstaatsanwalt. Bereits im Juli 1948 wurde ein zweiter Zivilsenat gebildet. Erster Senatspräsident wurde provisorisch Albert Woessener. Im April 1948 wurde der bisherige Chef des badischen Justizministeriums, Ministerialdirektor Paul Zürcher, zum Präsidenten des Oberlandesgerichts ernannt. Zum Generalstaatsanwalt wurde der Freiburger Professor Karl Siegfried Bader ernannt.
Das Oberlandesgericht wurde in den Räumlichkeiten des Landgerichts am Holzmarktplatz in Freiburg untergebracht, und die Büroausstattung musste zunächst von nachgeordneten Behörden erbeten werden.

### Besondere Verfahren – Heinrich Tillessen
In die Justizgeschichte ging das Verfahren gegen Heinrich Tillessen ein, der am 26. August 1921 mit einem Komplizen den Zentrumspolitiker und ehemaligen Reichsfinanzminister Matthias Erzberger ermordet hatte.

### Geschäftsfälle Zivil- und Strafsachen
| Verfahren     | 1949 | 1950 | 1952 |
| ------------- | ---- | ---- | ---- |
| Zivilsachen   |      |      |      |
| - Berufungen  | 268  | 343  | 387  |
| - Beschwerden | 360  | 352  | 304  |
| Strafsachen   |      |      |      |
| - Berufungen  | 73   | 13   | 115  |
| - Beschwerden | 71   | 104  | 39   |

Ein Schwerpunkt bei den Zivilsachen waren eherechtliche Probleme.
Quelle: Reiner Haehling von Lanzenauer: Das Badische Oberlandesgericht in Freiburg.

### Beim Oberlandesgericht angesiedelte Sonderaufgaben
Das Oberlandesgericht wurde zugleich oberstes Schifffahrtsgericht (Rheinschifffahrtsgericht) für den Rheinabschnitt vom Bodensee bis zur Zonengrenze bei  Rastatt. Auch der Ehrengerichtshof für Rechtsanwälte wurde beim Oberlandesgericht angesiedelt. Im Oktober 1948 wurden ein ordentlicher Dienststrafsenat und ein Dienststrafsenat für Richter eingerichtet. Im Dezember 1948 wurde ein Landwirtschaftssenat beim Oberlandesgericht Beschwerdeinstanz für Landwirtschaftssachen. Die Verfassung des Landes Baden sah einen Staatsgerichtshof (Verfassungsgerichtsbarkeit) vor, der 1947 in den Räumlichkeiten des Oberlandesgerichts eingerichtet wurde.

### Auswärtige Senate des Oberlandesgerichts Karlsruhe in Freiburg im Breisgau
Bei Gründung des Südweststaates Baden-Württemberg im Jahre 1952 wurde Freiburg für den Funktionsverlust dadurch entschädigt, dass für Verfahren aus dem südbadischen Raum Außensenate, die Freiburger Senate des Oberlandesgerichts Karlsruhe, gebildet wurden. In Karlsruhe waren von 1945 bis 1952 lediglich Außensenate des für das Land Württemberg-Baden zuständigen Oberlandesgerichts Stuttgart, die für Nordbaden zuständig waren.